# Harry Chapin
Pour les articles homonymes, voir Chapin.
Harold Forster Chapin dit Harry Chapin (7 décembre 1942, New York - 16 juillet 1981, Jericho) est un auteur-compositeur et chanteur américain de folk-rock. Auteur de Taxi, W*O*L*D, Sniper, Flowers Are Red et de Cat's in the Cradle (classé n°1 dans les charts américains), il est également connu pour son engagement humanitaire. Il a notamment participé à la création Commission présidentielle américaine sur la faim dans le monde en 1977 et, le 20 mai 1986, il a été décoré à titre posthume de la médaille d'or du Congrès pour son travail humanitaire.

## Discographie

### Albums
- Chapin Music! (1966, Rock-Land Records)
- Heads & Tales (1972, Elektra)
- Sniper and Other Love Songs (1972, Elektra)
- Short Stories (1973, Elektra)
- Verities & Balderdash (1974, Elektra)
- Portrait Gallery (1975, Elektra)
- Greatest Stories Live (Double Album, 1976, Elektra)
- On the Road to Kingdom Come (1976, Elektra)
- Dance Band on the Titanic (Double Album, 1977, Elektra)
- Living Room Suite (1978, Elektra)
- Legends of the Lost and Found (Double Album, 1979, Elektra)
- Sequel (1980, Boardwalk Records)
- Anthology of Harry Chapin (1985, Elektra)
- Remember When the Music (1987, Dunhill Compact Classics)
- The Gold Medal Collection (1988, Elektra)
- The Last Protest Singer (1988, Dunhill Compact Classics)
- Harry Chapin Tribute (1990, Relativity Records)
- The Bottom Line Encore Collection (1998, Bottom Line / Koch)
- Story of a Life (1999, Elektra)
- Storyteller (1999, BOA Records, ré-édition de Sequel)
- Onwards and Upwards (2000, Harry Chapin Foundation)
- VH1 Behind the Music: The Harry Chapin Collection (2001, Elektra)
- The Essentials (2002, Elektra)
- Classics (2003, Warner Special Products)
- Heads and Tales / Sniper and Other Love Songs (2004, Elektra. Double CD ré-édition des deux premiers albums avec des chansons bonus)
- Introducing... Harry Chapin (2006, Rhino Records)
- Harry Chapin - The Elektra Collection 1972-1978 (2015, Rhino Records)

### Singles
| Année | Titre                               | Meilleur classement au Billboard Hot 100 |
| ----- | ----------------------------------- | ---------------------------------------- |
| 1972  | Taxi                                | No. 24                                   |
| 1972  | Could You Put Your Light On, Please | –                                        |
| 1972  | Sunday Morning Sunshine             | No. 75                                   |
| 1972  | A Better Place to Be                | No. 86                                   |
| 1974  | W*O*L*D                             | No. 36                                   |
| 1974  | Mr. Tanner                          | –                                        |
| 1974  | Cat's in the Cradle                 | No. 1                                    |
| 1974  | I Wanna Learn a Love Song           | No. 44                                   |
| 1978  | Flowers Are Red                     | –                                        |
| 1980  | Sequel                              | No. 23                                   |

- Note: en 1974, What Made America Famous? est sorti en tant que 45 tour promotionnel pour la radio.